# 倒剌沙
倒剌沙（波斯語：دولتشاه，羅馬化：Dawlat Shah，？—1328年12月26日），元朝大臣，泰定帝时中书左丞相，回回人。
开始倒剌沙为晋王也孙铁木儿的晋王府内史，深受信任。元英宗时，他的儿子哈散事奉丞相拜住，入为宿卫。哈散常以朝廷事机侦察出告之晋王。暗中与宣徽使探忒等朝官相接纳。元英宗至治三年（1323年）八月，御史大夫铁失与哈散及枢密院事也先铁木儿谋发动政变，弑杀英宗立晋王，并以其事告知。隨後英宗在南坡之变遇害，九月，晋王即位为泰定帝，授中书平章政事，升为中书左丞相。泰定二年（1325年）十月，改任御史大夫。十一月，再任左丞相，加开府仪同三司、录军国重事。泰定四年（1327年），受命和右丞相塔失帖木儿领内史府四斡耳朵（帐殿）事。曾经建言凡蒙古人、色目人效汉法丁忧之人，全部除名。他在任引用亲朋，庇护回回商贾，引起蒙古大臣不满。致和元年（1328年），泰定帝驾崩，他在上都（今内蒙古自治区正蓝旗东）立皇子阿剌吉八为皇帝。当时，燕帖木儿在大都拥立图帖睦尔为元文宗。他诛杀暗附文宗的诸王满秃，派梁王王禅等人率军攻打大都，兵败。十月，大都军围上都，他肉袒奉皇帝宝玺出降，不久被文宗处死。

## 延伸阅读
[在维基数据编辑]
 《新元史/卷204》，出自柯劭忞《新元史》